# Johannes Voigtmann
Johannes Voigtmann (Eisenach, 30 settembre 1992) è un cestista tedesco.

## Carriera
Campione del Mondo 2023

### In Italia
Il 2 settembre 2022 l'Olimpia Milano annuncia di aver raggiunto un accordo biennale con il giocatore. Con la squadra milanese vince due scudetti per passare poi, al termine del contratto, al Bayern Monaco.

### In Nazionale
Con la Germania ha disputato i Giochi olimpici di Tokyo 2020, i Campionati mondiali del 2019 e del 2023 (occasione in cui si è laureato campione del mondo) e tre edizioni dei Campionati europei (2015, 2017, 2022).

## Statistiche

### Eurolega
| Anno      | Squadra        | PG  | PT  | MP   | TC%  | 3P%  | TL%  | RP  | AP  | PRP | SP  | PP   |
| --------- | -------------- | --- | --- | ---- | ---- | ---- | ---- | --- | --- | --- | --- | ---- |
| 2016-2017 | Saski Baskonia | 33  | 24  | 23,5 | 54,1 | 31,5 | 73,1 | 7,0 | 1,7 | 0,6 | 0,3 | 10,1 |
| 2017-2018 | Saski Baskonia | 34  | 12  | 21,3 | 62,2 | 57,7 | 66,7 | 4,4 | 1,6 | 0,4 | 0,3 | 8,7  |
| 2018-2019 | Saski Baskonia | 33  | 21  | 24,3 | 45,8 | 30,9 | 75,6 | 5,8 | 2,6 | 0,6 | 0,4 | 7,5  |
| 2019-2020 | CSKA Mosca     | 28  | 24  | 22,3 | 47,4 | 41,0 | 57,1 | 5,2 | 1,5 | 0,6 | 0,4 | 7,7  |
| 2020-2021 | CSKA Mosca     | 37  | 3   | 19,6 | 53,2 | 46,4 | 86,3 | 4,9 | 1,3 | 0,5 | 0,3 | 8,5  |
| 2021-2022 | CSKA Mosca     | 20  | 13  | 21,3 | 50,4 | 40,0 | 85,0 | 4,0 | 2,0 | 0,6 | 0,4 | 8,4  |
| 2022-2023 | Olimpia Milano | 30  | 15  | 15,7 | 40,7 | 32,0 | 52,9 | 4,0 | 1,5 | 0,4 | 0,3 | 4,9  |
| 2023-2024 | Olimpia Milano | 34  | 18  | 20,2 | 48,2 | 28,9 | 67,6 | 4,4 | 2,1 | 0,4 | 0,4 | 7,0  |
| 2024-2025 | Bayern Monaco  | 36  | 32  | 23,6 | 45,8 | 34,9 | 69,0 | 4,9 | 2,4 | 0,5 | 0,2 | 6,5  |
| Carriera  | Carriera       | 285 | 162 | 21,4 | 50,1 | 37,6 | 72,2 | 5,0 | 1,9 | 0,5 | 0,3 | 7,7  |

## Palmarès

### Club

#### Competizioni nazionali
- Campionato italiano: 2

Olimpia Milano: 2022-2023, 2023-2024
- Campionato tedesco: 1

Bayern Monaco: 2024-2025

#### Competizioni internazionali
- VTB United League: 1

CSKA Mosca: 2020-21
- Supercoppa VTB United League: 1

CSKA Mosca: 2021
- FIBA Europe Cup: 1

Skyliners Francoforte: 2015-16

### Nazionale
- Mondiali:

 Filippine, Giappone e Indonesia 2023
- Europei:

 Germania 2022